# Czawdar (gmina)
Czawdar (bułg. Община Чавдар) – gmina w zachodniej Bułgarii, w obwodzie sofijskim.
Jedyną miejscowością gminy Czawdar jest wieś Czawdar.